# Front populaire national
«  ELAM » redirige ici. Pour les autres significations, voir Elam.
Le Front populaire national (grec moderne : Εθνικό Λαϊκό Μέτωπο), plus connu sous le sigle ELAM (Ε.ΛΑ.Μ.), est un parti politique d’extrême droite fondé en 2008 à Chypre. 
Le parti a d'abord été créé en 2002 sous le nom d'Aube dorée - noyau chypriote et fonctionnait en tant qu’organisation satellite du parti grec  Aube dorée, puis a pris l’appellation d’ELAM en 2008.
L’ELAM est un parti ultranationaliste, hostile à l’égard des migrants, antisystème, ouvertement raciste et défendant une vision autoritaire en matière de sécurité intérieure. Il souhaite également la réalisation de l’énosis, l’union de Chypre à la Grèce. Il se caractérise par ailleurs par une culture de la violence.
En mai 2011, il a été approuvé comme un parti politique légal. En 2021, il est arrivé quatrième aux élections législatives.

## Histoire
Avant la formation officielle du Front populaire national, l'organisation existait sous le nom d'Aube dorée : noyau chypriote. Le noyau a été créé fin 2000, et fut dirigé par l'actuel président d'ELAM Christos Christou, qui était un membre du parti politique Aube dorée en Grèce,. Le noyau a tenté de s'enregistrer en tant que parti politique sous ce même nom, mais ce nom a été rejeté par les autorités de l'État, ce qui a conduit à utiliser le nom de Front populaire national comme alternative.
Le 28 décembre 2010, ELAM organise une marche contre les Chypriotes turcs et les migrants.
À la suite du succès électoral du parti lors des élections législatives de 2016, l'archevêque Chrysostome II de Chypre s'est dit « satisfait » de l'entrée d'ELAM à la Chambre des représentants.

### Idéologie
Le parti revendique les influences de Friedrich Nietzsche, de Johann Gottfried von Herder et de Julius Evola. Il s'inscrit idéologiquement dans les courants néofasciste ou nationaliste-révolutionnaire, et est proche, à l'international, du GUD en France et d'Aube dorée en Grèce.

### Relations avec Aube dorée
Le mouvement entretient des liens étroits avec le parti grec Aube dorée. Toutefois, selon le politologue Hubert Faustmann, ELAM serait plus modéré que la formation néonazie et représenterait à côté d'elle « la cour de récré ». En juin 2020, le parti explique qu'il a officiellement coupé ses relations avec Aube dorée. Son chef précise que le parti suit sa propre voie et stratégie.

### Violence impliquant l'ELAM
Le parti est régulièrement accusé de promouvoir le racisme et d'être impliqué dans des actes de violence. En juillet 2010, il a été rapporté qu'après les cérémonies de commémoration de l'invasion turque de 1974, des militants de l'ELAM ont attaqué un Nigérian dans la rue Makariou à Nicosie. Le 19 mars 2011, des membres de l'ELAM ont battu un vendeur de loterie dans la rue Lidras à Nicosie après un désaccord sur leurs opinions politiques. En outre, huit membres de l'ELAM, dont l'un était sous-lieutenant dans la Garde nationale chypriote, ont été arrêtés par la police dans le cadre d'une attaque contre des étudiants lors des élections étudiantes de l'Université de Nicosie le 6 décembre 2011. Le journal local Haravgi a rapporté que le 11 mai 2012, un militaire a été trouvé en train d'entraîner des membres de l'ELAM à tirer au mortier sur un terrain de tir de la Garde nationale. Le ministère de la Défense a confirmé qu'un officier avait été inculpé pour avoir appelé une personne non autorisée à tirer sur un terrain de tir, mais a précisé qu'il s'agissait d'un tir au fusil. Le ministère n'a fait aucun commentaire sur d'éventuels liens politiques avec l'incident.
Le 26 mars 2014, des membres de l'ELAM ont tenté d'interrompre et de stopper une conférence sur la réunification à Limassol, dont l'un des intervenants était l'homme politique chypriote turc Mehmet Ali Talat Il a été rapporté que des membres de l'ELAM ont franchi les lignes de police, brisé une fenêtre et lancé une fusée de détresse dans la salle de conférence, tandis qu'un journaliste chypriote turc a été légèrement blessé L'ELAM protestait contre la présence de Mehmet Ali Talat à la conférence, le qualifiant de « criminel de guerre ».
Des militants de l'ELAM sont soupçonnés d'avoir pris part aux violences xénophobes de septembre 2023 dans la ville de Limassol, lorsque plusieurs centaines de personnes masquées, armées de cocktails Molotov, ont ciblé des magasins et des restaurants appartenant à des étrangers.

## Résultats électoraux

### Élections présidentielles
| Année | Candidat              | Voix   | %    | Rang |
| ----- | --------------------- | ------ | ---- | ---- |
| 2013  | Geórgios Charalámbous | 3 899  | 0,88 | 4e   |
| 2018  | Chrístos Chrístou     | 21 846 | 5,65 | 4e   |
| 2023  | Chrístos Chrístou     | 23 988 | 6,04 | 4e   |

### Élections législatives
| Année | Voix   | %    | Rang | Sièges |
| ----- | ------ | ---- | ---- | ------ |
| 2011  | 4 354  | 1,08 | 7e   | 0 / 56 |
| 2016  | 13 041 | 3,71 | 8e   | 2 / 56 |
| 2021  | 24 255 | 6,78 | 4e   | 4 / 56 |

### Élections européennes
| Année | Voix   | %    | Rang | Sièges | Groupe |
| ----- | ------ | ---- | ---- | ------ | ------ |
| 2009  | 663    | 0,22 | 9e   | 0 / 6  |        |
| 2014  | 6 957  | 2,69 | 7e   | 0 / 6  |        |
| 2019  | 23 167 | 8,25 | 5e   | 0 / 6  |        |
| 2024  | ?      | 11,2 | 4e   | 1 / 6  |        |